# Gettone di conto
Un gettone di conto, o rechenpfennig in tedesco, era un tipo di gettone metallico impiegato per contare su tavole di conto. Il suo impiego consisteva nella disposizione del gettone su di una tavola appositamente predisposta con linee orizzontali. Ad ogni linea corrispondeva un'unità di conto e, a seconda della posizione occupata dai gettoni, questi permettevano di rappresentare differenti valori.

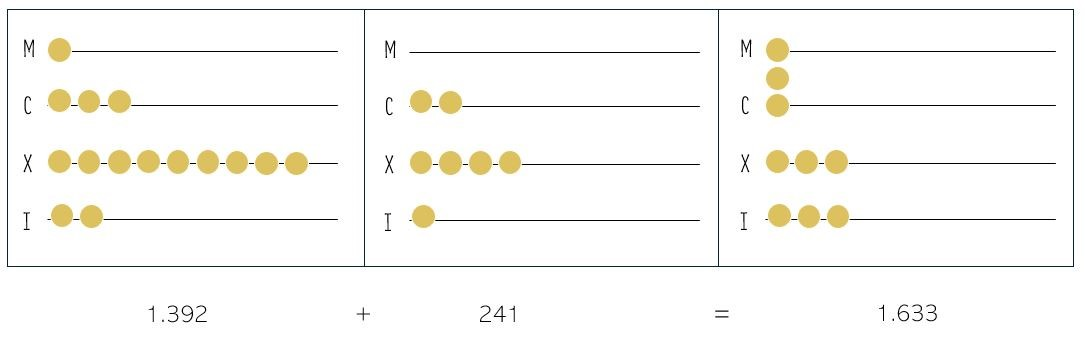
Esempio di utilizzo di una tavola di conto con gettoni. Il valore delle righe è riportato in numeri romani: M=1.000, C=100, X= 10, I=1, gli spazi tra le righe vengono usati per rappresentare 500, 50 e 5. In questo caso viene rappresentata l'addizione 1.392+241=1.633.

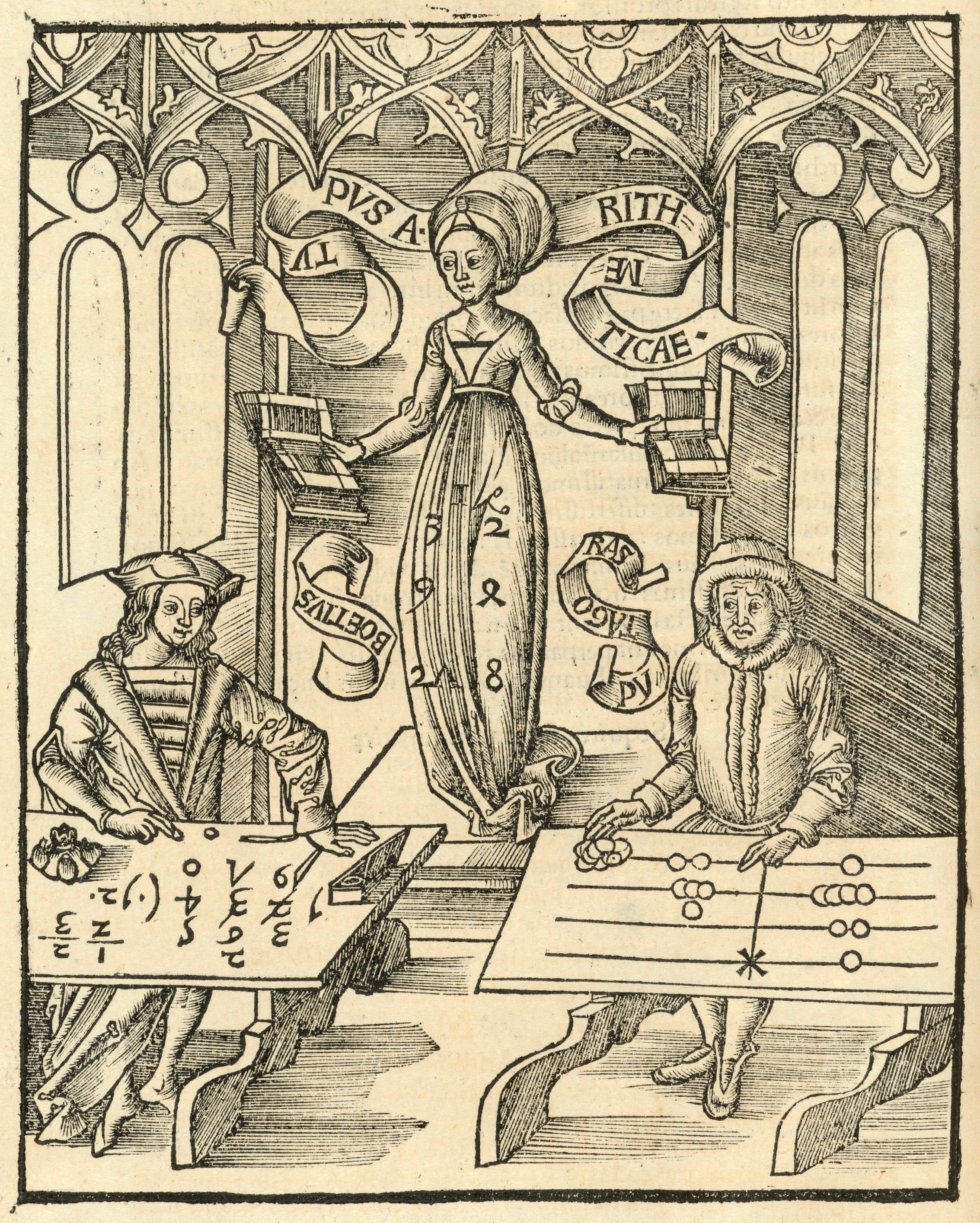
Margarita philosophica, 1503, Gregor Reisch. Illustrazione di scena di conto su tavola di conto con gettoni.

## Storia
L'uso dei gettoni di conto si diffonde a partire dal XIII secolo in Europa, in particolare in Francia e nelle Fiandre e più tardivamente in area italiana e tedesca. Col XV secolo il loro impiego, più adatto a contare con numeri romani che arabi, va rarefacendosi in area mediterranea e si consolida in area tedesca, francese e fiamminga. Mentre in Francia e nelle Fiandre la produzione di questi gettoni era per lo più ufficiale e di competenza pubblica, nel Sacro Romano Impero, e particolarmente a Norimberga, a causa dell'intensa attività di lavorazione dell'ottone in quest'area, si viene consolidando dal XV secolo una ricca produzione privata di gettoni di conto (rechenpfennige in tedesco) battuti in ottone. Gli esemplari più antichi di rechenpfennige di Norimberga erano anonimi ma ai primi del XVI secolo venne imposto dalle autorità cittadine che questi gettoni esplicitassero la dicitura "rechenpfennig" e portassero il nome del maestro artigiano che li aveva battuti, onde evitare che potessero essere confusi o spacciati come moneta. L'attività di coniazione dei gettoni di conto a Norimberga avveniva su scala artigianale e famigliare, trasmessa di padre in figlio, e proseguì dal XV al XIX secolo, sebbene, almeno in principio, si può supporre che fosse condotta in parallelo ad altre attività affini come l'incisione di sigilli. Tra le più note famiglie di maestri produttori di rechenpfennige a Norimberga vi furono gli Schultes, i Krauwinckel ed i Lauffer (attivi tra XVI-XVII secolo) e poi più tardi i Lauer (attivi tra la fine del XVIII ed il XIX secolo), accanto a numerose altre famiglie di produttori minori. 

## Evoluzione stilistica delrechenpfennigdi Norimberga
Lo stile stesso dei rechenpfennige di Norimberga sperimentò un'evoluzione nel corso dei secoli. Gli esemplari più antichi erano anonimi mentre nel XVI secolo compaiono i primi gettoni firmati da importanti famiglie di produttori come gli Schultes. I tipi più antichi (XVI-primi XVII secolo) riportano simboli semplici e ripetitivi come, tra i più comuni, il globo crucigero. Nella seconda metà del Seicento l'iconografia dei rechenpfennige evolve verso tipi più vari ed in genere pseudo-imitativi di moneta, perlopiù francese. L'iconografia più arcaica del globo crucigero lascia il posto al dritto al ritratto del re di Francia in carica o più raramente al sovrano di altre monarchie europee come quella russa o inglese. La legenda al dritto, come in una moneta, si riferisce solitamente in latino al sovrano raffigurato mentre il rovescio ospita perlopiù stemmi o simboli nazionali coerenti con quelli delle monete del paese imitato, solitamente la Francia, accompagnati in legenda del nome dal maestro produttore e dall'indicazione "rechenpfennig". Nel Settecento l'iconografia subisce un'ulteriore evoluzione accogliendo raffigurazioni mitologiche ed allegoriche, mentre il nome del produttore e l'indicazione rechenpfennig iniziano ad essere più frequentemente abbreviati.
Con il XVIII ed i primi del XIX secolo la produzione dei rechenpfennige a Norimberga continuò, nonostante l'uso di questi oggetti come gettoni di conto fosse divenuto ormai poco pratico. Già dal XVIII secolo i rechenpfennige iniziarono ad essere sempre più utilizzati come gettoni da gioco e dalla seconda metà dell'Ottocento la loro produzione fu convertita in quella in quella di gettoni da gioco con il nome di Spiel marke.

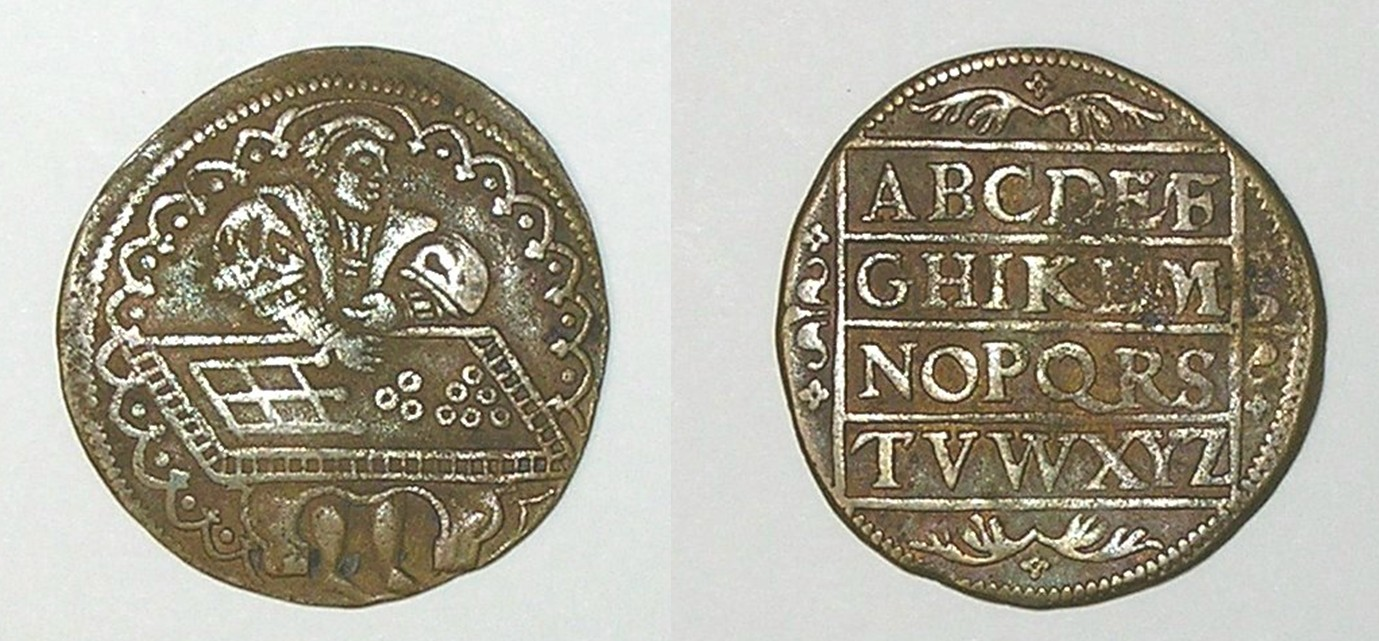
Rechenpfennig anonimo decorato con una scena che ne esplicita l'utilizzo e con lettere dell' alfabeto latino, XVI secolo.

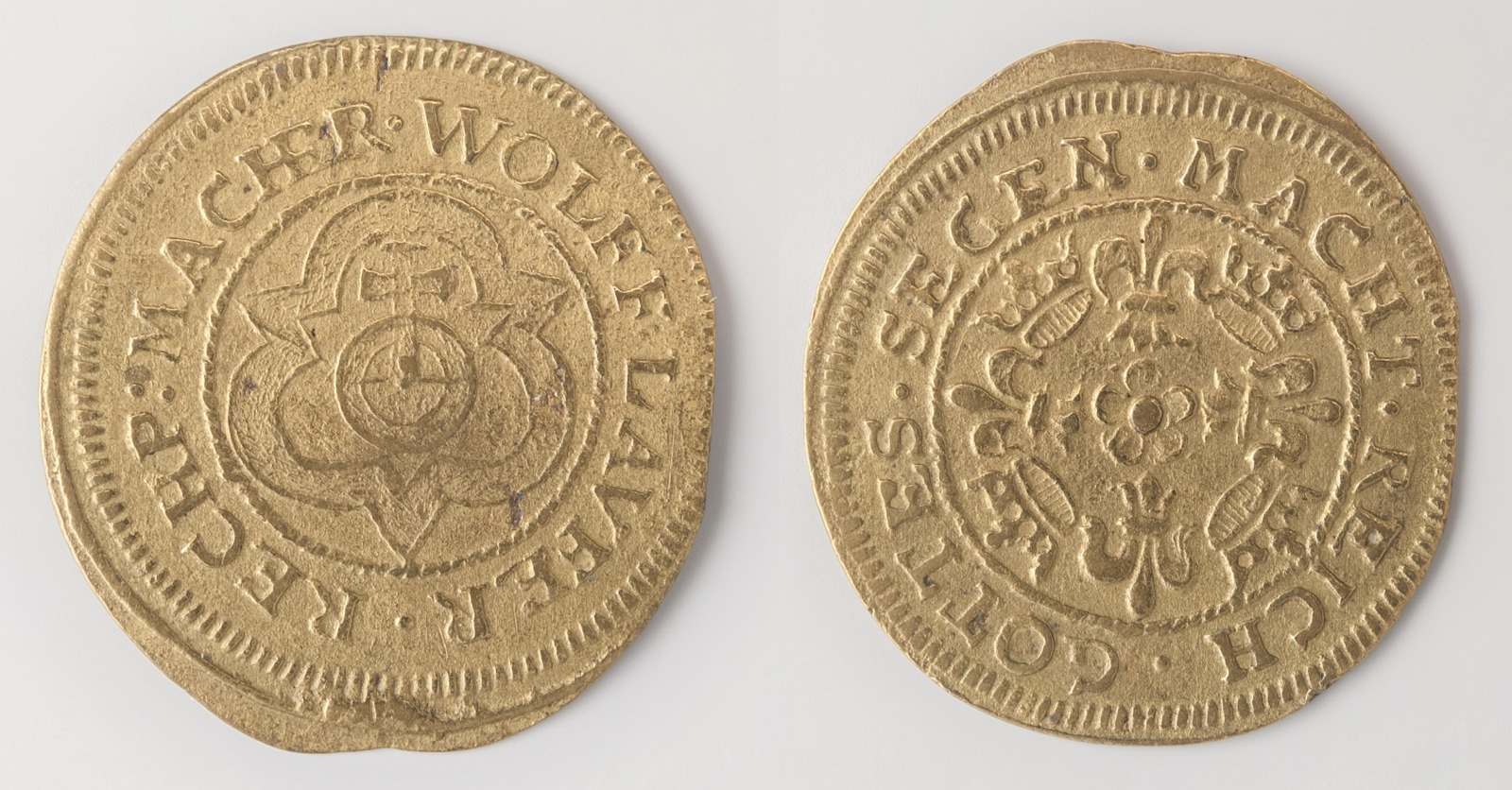
Rechenpfennig di Norimberga con globo-crucigero, prima metà XVII secolo.

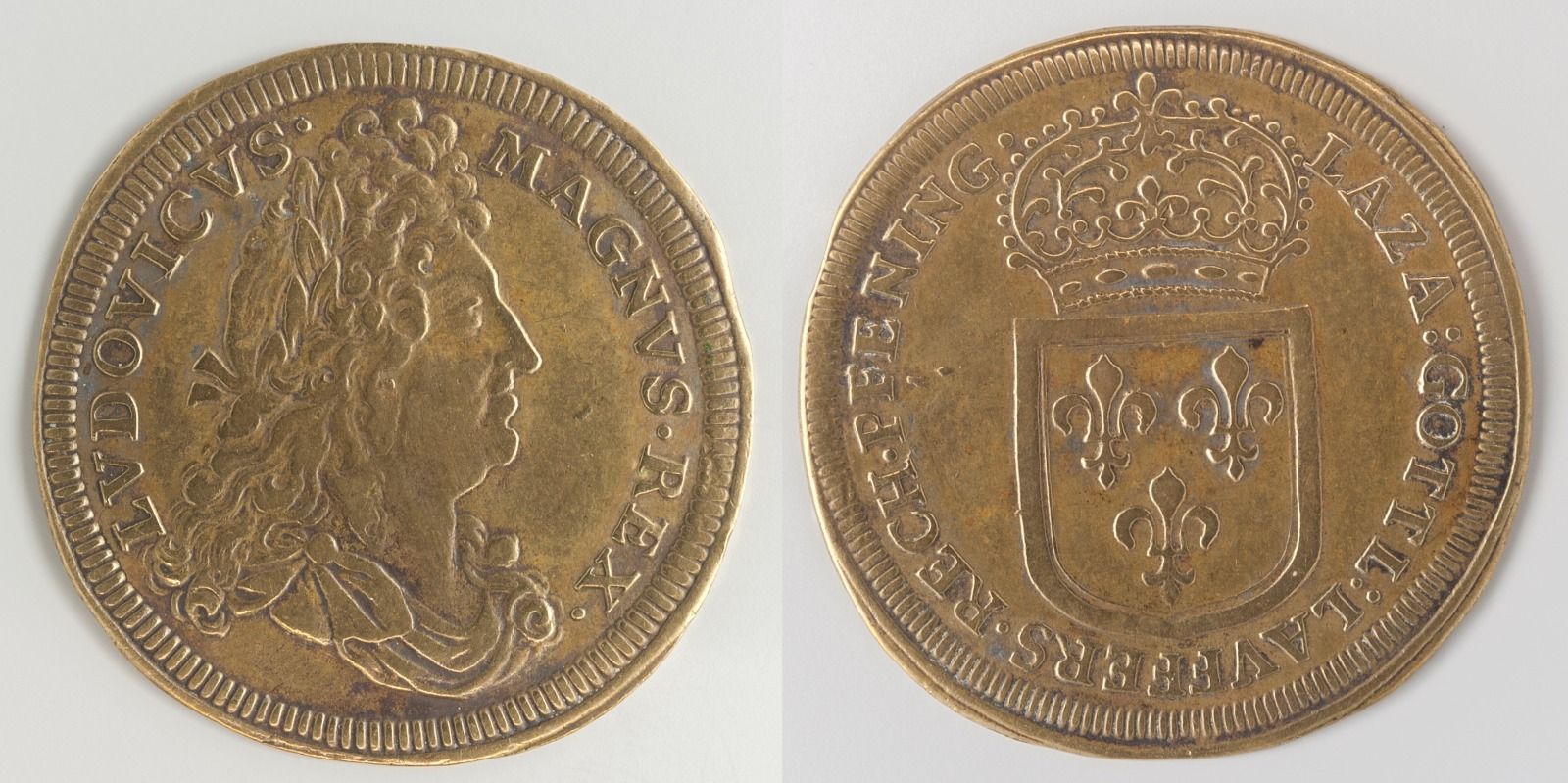
Rechenpfennig di Norimberga in stile moneta con ritratto di re Luigi XIV di Francia, seconda metà XVII secolo.

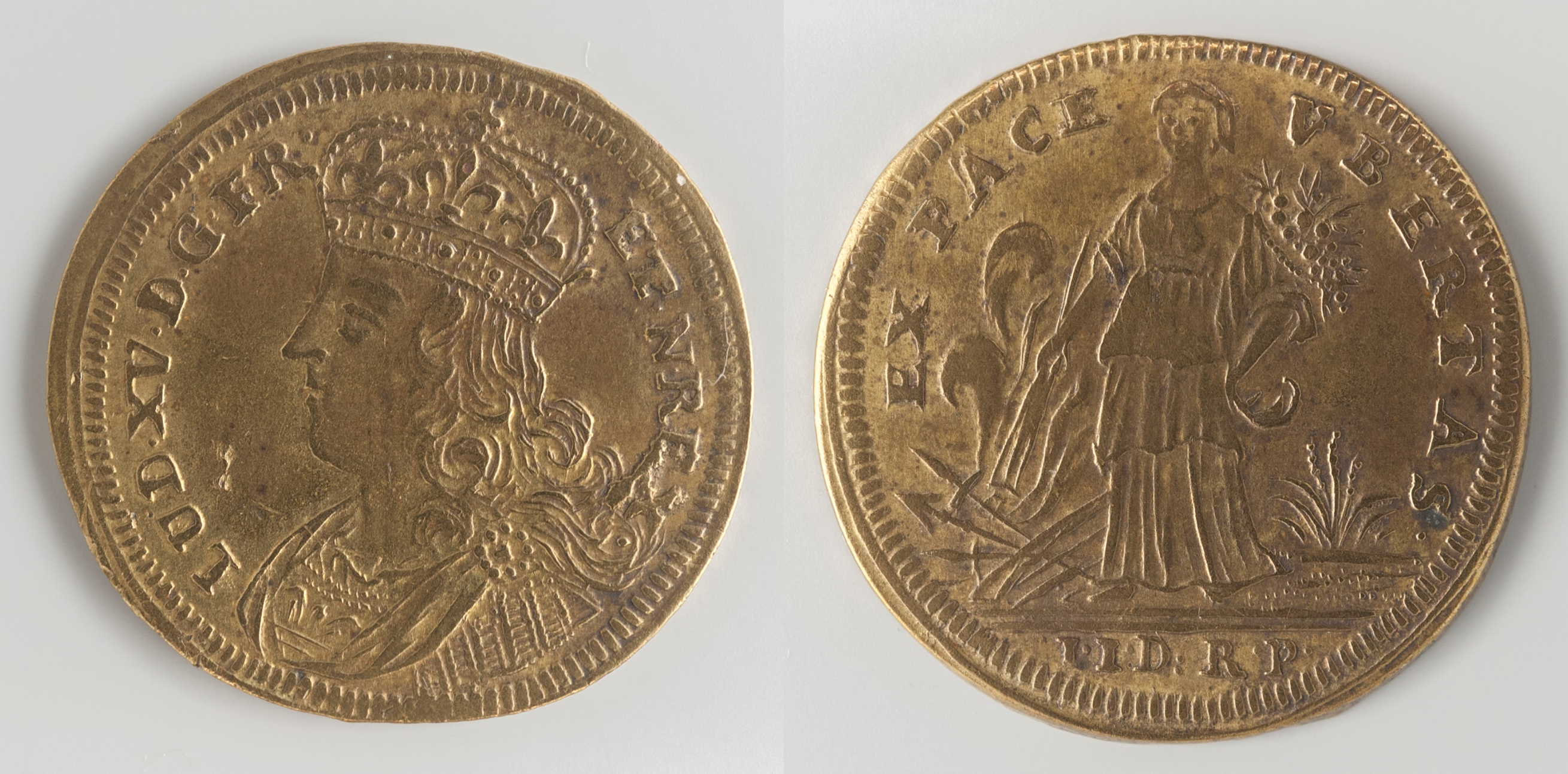
Rechenpfennig di Norimberga in stile moneta con ritratto di re Luigi XV di Francia e figura allegorica, prima metà XVIII secolo.

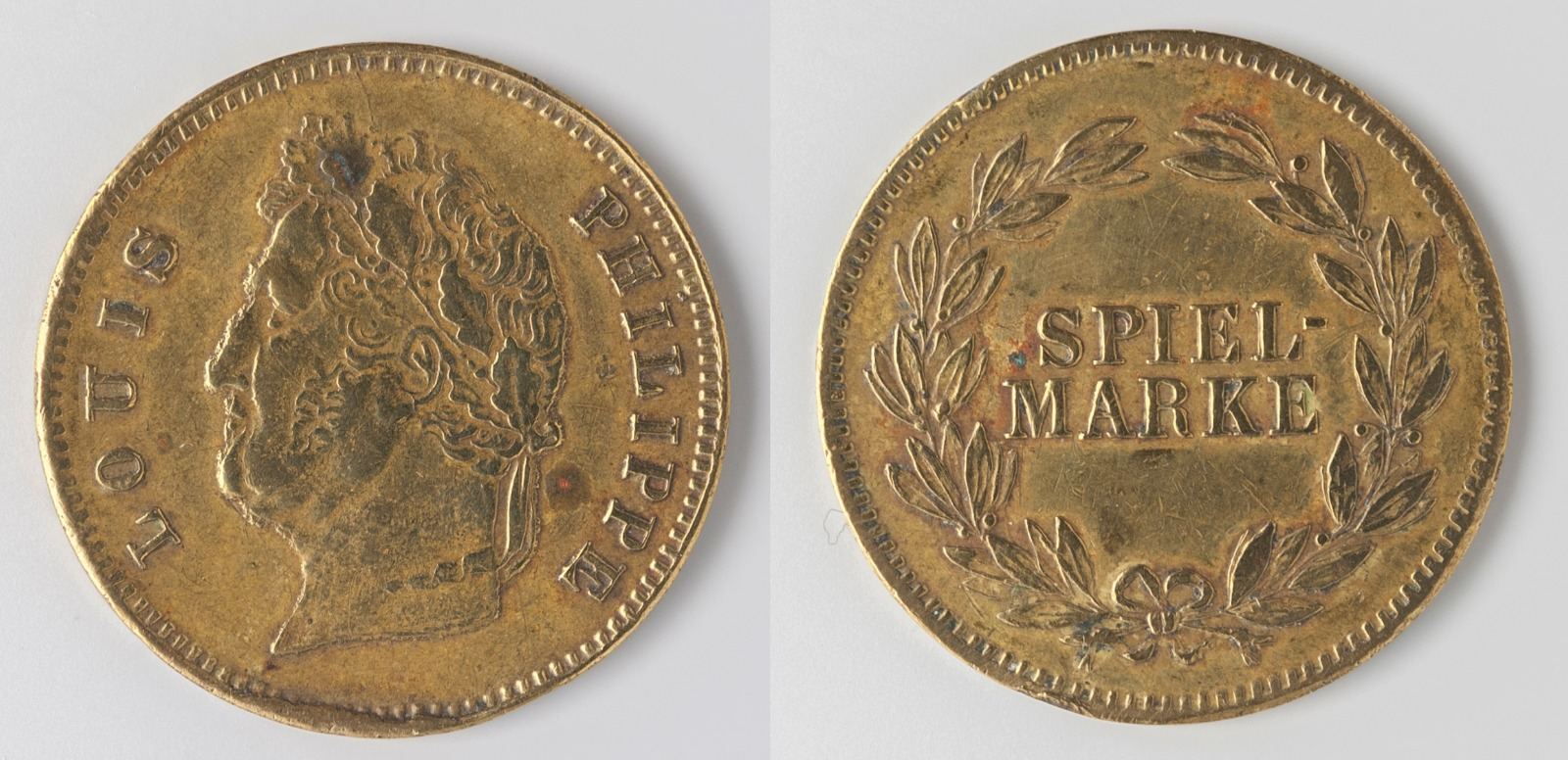
Spiel Marke con ritratto di re Luigi Filippo di Francia, prima metà XIX secolo.

## Maestri tra i più noti produttori direchenpfennigea Norimberga per date d'attività[3][6]
- Iorgius Georg Schultes, 1515–1559
- Damian Krauwinckel, 1543–1581
- Hans Schultes, 1550–1584
- Hans Zwingel, 1553-1586
- Wolff Lauffer, 1554–1601
- Hans Krauwinckel I, 1562–1586
- Egidius Krauwinckel, 1570–1613
- Hans Schultes II, 1586-1603
- Hans Krauwinckel II, 1586–1635
- Kilianus Koch, 1587-1632
- Hans Schultes III, 1608–1612
- Georg Lauffer, 1610-1647
- Hans Lauffer, 1611–1632
- Matheus Laffer 1612-1634
- Wolff Lauffer II, 1612-1651
- Conrad Lauffer, 1637–1668
- Georg Lauffer II, 1648-1662
- Wolff Lauffer III, 1650–1670
- Hans Lindner, 1662-1692
- Hans Ulrich Horauff, 1663-1678
- Cornelius Lauffer, 1663-1709
- Lazarus Gottlieb Lauffer, 1663-1709
- Johann Weidinger, 1670–1700
- Hans Iohann Weidinger, 1670-1727
- Hans Michael Lindner, 1686-1692
- Hans Lauffer II, 1686-1716
- Hans Paulus Lauffer, 1697-1712
- Johann Conrad Höger, 1705–1743
- Iohann Friedrich Weidinger, 1710-1765
- Johann Jacob Dietzel, 1711–1748
- Wolf Hieronymus Hoffmann, 1719-1756
- Michael Leykauff, 1724-1768
- Iohan Albrecht Dorn, 1732-1783
- Christoph Sigmund Anert, 1734-1754
- Albrecht Höger, 1735–1789
- Iohann Adam Vogel, 1737-1760
- Iohan Adam Dietzel, 1746-1762
- Johann Christian Reich, 1758-1814
- Jordan Magnus Gottlieb, 1761-1783
- Wolfgang Magnus Anert, 1778-1816
- Ernst Ludwig Sigmund Lauer, 1783–1829
- Johann Jacob Lauer, 1806–1852
- Johan Jacob Habelt, 1840-1867
- Ludwig Christian Lauer, 1842-1873